# La Compagnia dei Celestini
La Compagnia dei Celestini è un romanzo di Stefano Benni, edito da Feltrinelli nel 1992.
Da questo racconto è stata liberamente tratta una serie a cartoni animati di co-produzione italo-francese: Street Football - La compagnia dei Celestini.

## Ambientazione
Le vicende di questo libro si sviluppano in una terra immaginaria, parodia dell'Italia, chiamata Gladonia (da glad vocabolo inglese che significa "felice"). Gladonia viene descritta come un grande continente con tre città principali:
- La Capitale, sempre senza nome, dove i bambini dell'orfanotrofio vengono accompagnati una volta l'anno a vedere la Grande Meringa, parodia del Papa.
- Banessa, florida città in cui è ambientata buona parte del romanzo.
- Rigolone Marina, un importante centro turistico marittimo, parodia delle località turistiche della Riviera romagnola.

Il principale fiume si chiama Navone, nome ottenuto dalla contrazione di Navile e Ravone, due canali di Bologna.
Siamo alla fine del ventesimo secolo e la misteriosa profezia di Santa Celestina, una bambina di dieci anni beatificata in seguito ad un'ascensione fulminea e con il botto, incombe sulla città di Banessa.
In un piccolo e sudicio orfanotrofio della città (dedicato alla stessa Santa Celestina) tre ragazzi hanno fondato la banda di orfani conosciuta come Compagnia dei Celestini. La vita nell'orfanotrofio è aspra e dura, ed i bambini hanno come unici svaghi la pallastrada e la speranza di trovare un giorno due genitori pronti ad accoglierli tra le loro braccia. L'aguzzino di turno è Don Biffero, strambo prete appartenente all'ancor più strampalato ordine degli Zopiloti, consacrati alla figura di San Zopilo e devoti appunto a Santa Celestina.

## Trama
Tutto parte da una storia semplice, che vede i tre orfani, Lucifero, Alì e Memorino, scappare dall'Orfanotrofio dei Celestini, per partecipare al segretissimo Campionato Mondiale di Pallastrada. Sulle loro tracce si metteranno Don Biffero e Don Bracco, decisi a ritrovarli, prima che la notizia della fuga diventi pubblica. Ma i due giornalisti Fimicoli e Rosalino scoprono l'accaduto e fiutano lo scoop: essere i primi a poter filmare il Campionato di Pallastrada. Perciò si lanceranno anche loro all'inseguimento. La trama si dipanerà avendo sullo sfondo un'antica profezia.

## Personaggi principali
- Memorino Messolì, detto il Filosofo: orfano, ha dieci anni e un carattere paziente; per sua stessa ammissione si reputa una persona portata a un approccio razionale ai fatti e alla realtà: infatti si mantiene sempre calmo e lucido. È il capitano dei Celestini e segretamente innamorato di Celeste. Nel finale si scopre essere il figlio dell'assessore al Malessere Generale, Erminia Beccalosso, concepito in seguito a un rapporto sessuale con Eraclitus Mac Orlan Norvell, il suo professore di scienze al liceo, mai riconosciuto dalla madre perché non ostacolasse la sua carriera politica.
- Luciano Diotallevi, detto Lucifero: ha dieci anni ed è amico di Memorino e Alì. Ama ballare, ascoltare i Mamma Mettimi Giù e giocare a pallone. Si scopre essere il nipote dello chef Anatole Passabrodet (alias Barbablù, il re del Famburger).
- Bruno Viendalmare detto Alì: amico di Memorino e Lucifero, ha nove anni, è appassionato di pittura e al contrario dei suoi compagni è fiducioso di poter ritrovare i suoi genitori. Si scopre essere il figlio del dj Big James Delroy Kingston Malcolm X Che 3D-Speedmaster, da cui fu separato a due mesi dalla nascita in seguito al naufragio dell'imbarcazione che li conduceva verso Gladonia.
- Don Biffero: padre zopilota e responsabile dell'orfanotrofio Santa Celeste, è tanto severo e astioso nei confronti dei suoi protetti quanto indulgente con sé stesso: infatti sembra avere qualche difficoltà a seguire la regola di castità e purezza propria del suo ordine. È terrorizzato dalla profezia di Santa Celestina, un testo misterioso che appare di tanto in tanto sul soffitto del refettorio dell'orfanotrofio, e dalle leggende legate alla storia del palazzo.
- Don Bracco: sacerdote dell'ordine dei Sanmenoniti, è un infallibile cacciatore di orfani grazie al suo olfatto finissimo. Ha modi sbrigativi ed è più sensibile alla buona cucina che all'aura di mistero che circonda l'orfanotrofio; in realtà è l'assessore al Malessere Generale Erminia Beccalosso, che alla fine si scopre essere la madre di Memorino.
- Celeste: bambina molto pallida e misteriosa che i Celestini incontrano durante la loro fuga dall'orfanotrofio nelle cantine del palazzo Bumerlo, diventerà il loro portiere. Si scopre essere la figlia già deceduta del Conte Feroce Maria Heinrich e la stessa Santa Celestina della profezia assunta in cielo.
- Giulio Fimicoli: giornalista d'assalto, sedicente esperto di ogni disciplina, cerca in ogni modo di entrare nelle grazie di Mussolardi, l'uomo più potente del paese.
- Gilberto Rosalino: fotografo, cinefilo, braccio destro di Fimicoli.
- L'Egoarca Mussolardi: l'uomo più ricco e potente del paese, in grado di controllarne l'economia e l'informazione.
- I gemelli Finezza: cinque fratelli gemelli che hanno rivelato fin dalla più tenera età doti eccezionali nel gioco del pallone. Nel tentativo di sfuggire alle mire dei cercatori di talenti (i Cacciacalciatori), sono stati costretti a vivere nascosti.
- Deodato: soprannominato "lo sfigato" per la sua sfortuna, in realtà è Vavà, uno dei gemelli Finezza.
- Il Grande Bastardo: entità quasi soprannaturale, è il protettore degli orfani, dei mendicanti e dei randagi; la sua filosofia è racchiusa nel Libro del Grande Bastardo. Nessun orfano lo ha mai visto, ma tutti ne sono alla ricerca.
- Occhio-di-Gatto: bambino protagonista di una sorta di trama B che si svolge tra un paragrafo e l'altro. Come si può leggere a seguire, Occhio-di-Gatto può essere considerato un avatara del Grande Bastardo e, forse, come colui che concepisce nella sua immaginazione l'intera trama del romanzo.
- I fratelli Pelicorti: artisti, pittori, architetti, sono i nove figli di uno scultore ottocentesco, Amos Pelicorti detto il Mirmidone, specializzato nella creazione di sculture di pane. I figli, che hanno ereditato la stranezza paterna, hanno lasciato opere di vario genere, tra cui gli affreschi del palazzo dove ha sede l'orfanotrofio e l'intrico di gallerie nei sotterranei del palazzo stesso. Tra di loro Eros detto il Bascone, Vanes detto il Tovaglia, Athos detto il Bulgaro.

## Temi
Il romanzo è una metafora della società moderna, in cui tutto quello che è buono e puro (i celestini, i bambini, la pallastrada) viene distrutto da personaggi senza scrupoli, interessi commerciali e perfidie di ogni sorta. I malvagi non trarranno però vantaggio da questo poiché, come i buoni, saranno consumati dalle loro stesse azioni empie (l'incendio che rade al suolo Gladonia e uccide tutti gli abitanti).
Sembra ovvia la citazione della lotta tra bene e male nella finale del Campionato di Pallastrada, giocata dai Devils tedeschi e dai Celestini gladoniani; resa enigmatica dalla conclusione del Grande Bastardo:
La lotta tra bene e male è ancora in corso e non si sa chi vincerà alla fine, come non si sa chi ha vinto la Finalissima del Campionato Mondiale di Pallastrada.
La trama principale è inframmezzata da un'altra storia, a cui si ricongiunge nel finale. Si sviluppa tra un paragrafo e l'altro con testi ripresi dal misterioso Libro del Grande Bastardo. Due soli sono i punti di contatto con la trama principale.
Il primo è il personaggio Occhio-di-gatto, che nella trama principale compare unicamente all'inizio, quando vengono riepilogati gli iscritti alla Compagnia dei Celestini:
Il secondo punto di contatto è il gruppo musicale dei Mamma Mettimi Giù (MMG), gruppo musicale composto di bambini tra i 6 e i 12 anni, probabilmente estinto in quanto ad ogni uscita di un nuovo disco, a Capodanno, un componente si suicidava (ed erano usciti 6 dischi). Gli MMG sono citati in ambedue le storie, e Memorino prima di morire nomina, tra molte altre cose, la leggendaria cantante Million Kiss.
La storia di Occhio-di-gatto è da ritenersi essenziale per comprendere in pieno i significati del romanzo, tanto che è qui che si incontrano le parole "Nel cibo diviso si siede l'angelo", citazione posta in epigrafe, che significa che la gioia e la pace stanno nella condivisione.
L'ultima locazione fisica che conosciamo di Occhio-di-gatto è il riformatorio; quelle successive parlano di luoghi distrutti, sepolti dalla neve: luoghi indefiniti sotto un profilo spaziale e temporale, che sembrano invece appartenere ad un paesaggio psicologico, dove il freddo rappresenta l'insensibilità e il calore la fratellanza.
Vi sono perlomeno tre passi che sembrano dimostrare come l'intera storia de La compagnia dei Celestini non sia altro che il frutto dell'immaginazione del bambino Occhio-di-Gatto.
- Il primo è al termine della parte seconda, nel brano "Dal Libro del Grande Bastardo, Capitolo 16", in cui vengono esposte le modalità in cui il Grande Bastardo può apparire:

Occhio-di-Gatto sarebbe quindi uno degli avatara del Grande Bastardo, entità immanente che dà vita e morte in tutto il romanzo.
- Il secondo è al termine della parte settima, quando dice:

- Il terzo lo si trova nell'ultima pagina, dove il "drago" con cui sono fuggite le anime (i bambini) della pallastrada, arriva nel mondo di Occhio-di-Gatto:

L'orfanotrofio e il riformatorio sono i due soli luoghi reali a cui pensa, prima di rendersi conto di essere invece nella "casa grande" dove sta per giungere il drago con le anime.

## Lapallastrada
La pallastrada è il gioco immaginario descritto nel libro che viene praticato in alcune parti del mondo.

### Il gioco

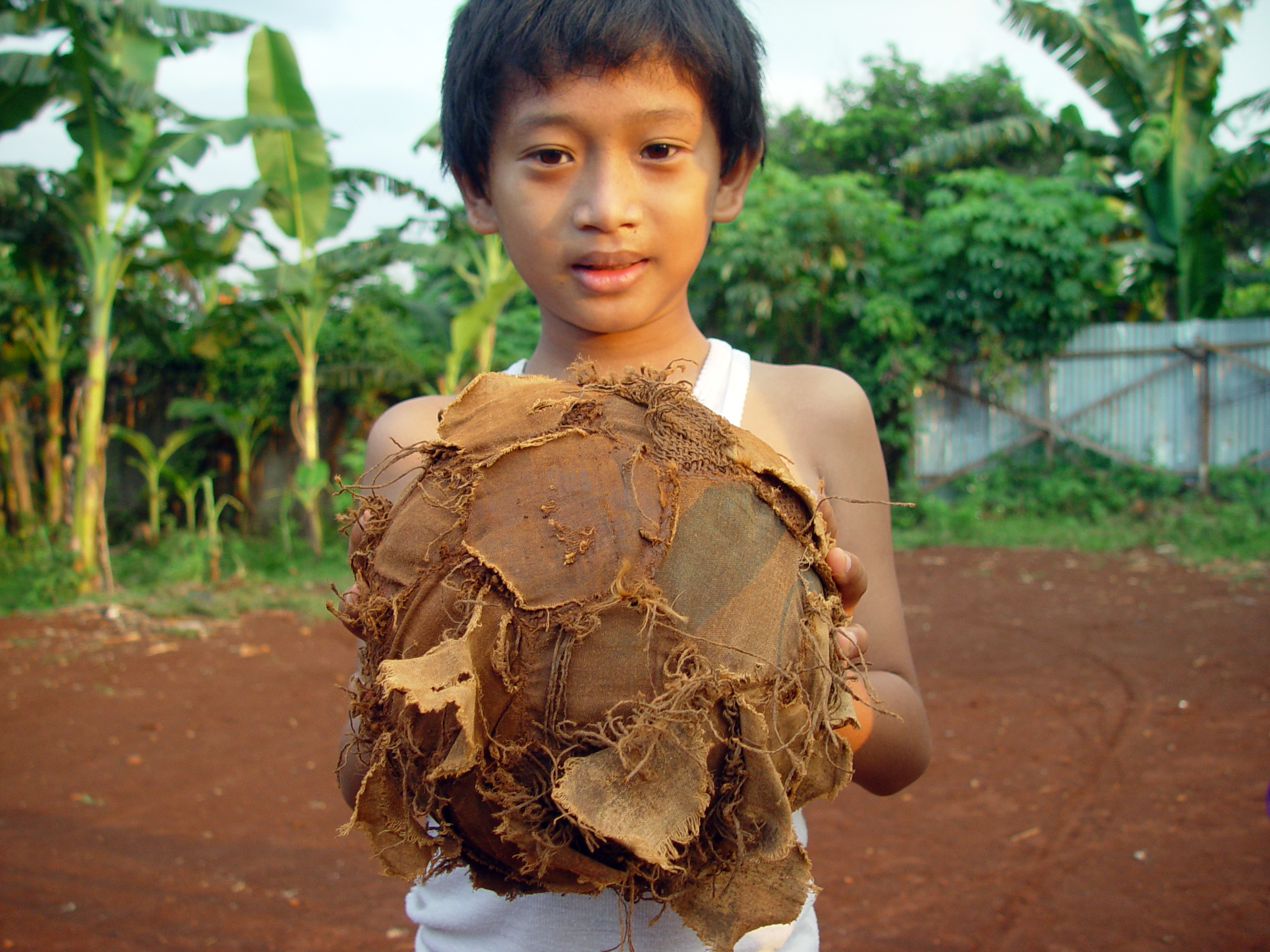
Un buon pallone da pallastrada

Il meccanismo del gioco è simile a quello del calcio: due squadre si contendono un pallone cercando di andare a rete nella porta avversaria. La pallastrada ha però poco in comune con il calcio delle competizioni ufficiali di qualsiasi livello; corrisponde piuttosto al calcio giocato dai ragazzini (nelle strade, nei campetti di periferia, negli oratori).
La pallastrada si gioca infatti in spazi di fortuna, con palloni scalcagnati e strane regole. Le partite possono avere durate lunghissime o essere interrotte improvvisamente (da intrusi, polizia, passaggio di ambulanze e altri incidenti)
Nel libro, la pallastrada è una sorta di disciplina sportiva nazionale per gli orfani protagonisti del romanzo; l'invenzione del gioco è fatta risalire a un gruppo di stregoni, gli Algos, e al Grande Bastardo, il leggendario difensore di orfani, randagi, mendicanti.

### Il regolamento
Il Regolamento unico e segreto del Campionato Mondiale di Pallastrada viene spedito ad ogni squadra insieme all'invito a partecipare al torneo. Rappresenta una specie di carta d'identità della pallastrada, e trasforma in obblighi o divieti quelle che sono le immaginarie condizioni di gioco (campi scomodi, ostacoli, inesistenza del concetto di fallo).
Si compone di 14 regole:
1. «Le squadre sono di cinque giocatori senza limiti di età, sesso, etnia e specie animale.»
2. «Il campo da gioco può essere di qualsiasi fondo e materiale a eccezione dell'erba morbida, deve avere almeno una parte in ghiaia, almeno un ostacolo quale un albero o un macigno, una pendenza fino al venti per cento, almeno una pozzanghera fangosa e non deve essere recintato, ma possibilmente situato in zona dove il pallone, uscendo, abbia a rotolare per diversi chilometri.»
3. «Le porte sono delimitate da due sassi, o barattoli o indumenti, e devono misurare sei passi del portiere. È però ammesso che il portiere restringa la porta, se non si fa scoprire, e che parimenti l'attaccante avversario la allarghi di nascosto fino a un massimo di venti metri. La traversa è immaginaria e corrisponde all'altezza a cui il portiere riesce a sputare.»
4. «La palla deve essere stata rattoppata almeno tre volte, deve essere o molto più gonfia o molto meno gonfia del normale, e possedere un adeguato numero di protuberanze che rendano il rimbalzo infido.»
5. «Ai giocatori è vietato indossare parastinchi o altre protezioni per le gambe.»
6. «Ogni squadra dovrà indossare un oggetto o un indumento dello stesso colore (sciarpa, elmo, berretto, calzerotto, stella da sceriffo), mentre è proibito avere maglia e pantaloncini uguali.»
7. «Sono ammessi gli sgambetti, il cianchetto, la gambarola, il ganascio, il pestone, il costolino, il raspasega, il poppe, il toccaballe, il calcinculo, il blondin, l'attaccabretella, il placcaggio, il ponte, la cravatta, il sandwich, l'entrata a slitta, l'entrata a zappa, il baghigno, la cornata, il triplo Mandelbaum, il colpo dell'aragosta, lo strazzabregh, il cuccio, il papa, lo squartarau, la trampolina e il morsgotto. Sono proibiti i colpi non dinanzi citati e le armi di ogni genere.»
8. «Nel caso la palla finisca giù per una scarpata in mare o in altra provincia, la partita deve riprendere entro due ore, o sarà ritenuto valido il risultato conseguito prima dell'interruzione.»
9. «Nel caso in cui un cane o un neonato o un cieco o altro perturbatore entri in campo intralciando o azzannando la palla, egli sarà considerato a tutti gli effetti parte del gioco, a meno che non si dimostri che è stato addestrato da una delle squadre.»
10. «Il passaggio di biciclette, auto, moto e camion non interrompe il gioco, fatta eccezione per le ambulanze, i vigili del fuoco e i carri funebri.»
11. «Per poter svolgere il campionato nei due sacri giorni come è sempre stato, gli incontri mondiali avranno una durata fissa di ottantasette minuti divisi in due tempi.»
12. «La regola segreta 12, se applicata, abolisce tutte le precedenti.»
13. «È permessa la sostituzione di un giocatore solo quando i lividi e le croste occupino più del sessanta per cento delle gambe.»
14. «Si possono sostituire tutti i giocatori indicati nella lista di convocazione tranne il capitano. I nuovi giocatori dovranno però essere elementi notoriamente degni dello spirito della pallastrada.»

### Il Campionato Mondiale di Pallastrada
Il Grande Bastardo organizza ogni quattro anni un Campionato Mondiale di Pallastrada: è un avvenimento che si svolge in assoluta segretezza, in quanto la pallastrada e i suoi giocatori sono malvisti da qualsiasi autorità. Dal punto di vista dell'organizzazione, si tratta di un torneo a eliminazione diretta, a cui partecipano otto squadre di orfani.

#### Squadre
Le squadre presenti nel romanzo sono:
Gladonia (allegoria dell'Italia, ambientazione del romanzo)
- Squadra: Compagnia dei Celestini
- Membri: Memorino Messolì (capitano), Celeste Marisella Beccaccia di Riffler Bumerlo Torresana, Vavà "Deodato" Finezza, Didì Finezza, Pelé Finezza.
- Membri passati: Luciano Diotallevi detto Lucifero, Bruno Viendalmare detto Alì, Amedeo Bentrovato detto Saraffo, Pietro Bentrovato detto Sguilla.
- Formazione: Celeste (portiere), Vavà (difensore), Memorino (regista), Didì e Pelé (attaccanti).
- Colori sociali: canottiera bianca col buco sulla sinistra a forma di 'O' che sta per 'Orfani'.
- Inno nazionale: sconosciuto.

 Lapponia
- Squadra: Yokkmokk Fiällrävar
- Membri: Karen Yokka, Ole Martinsson, Ola Pukko (capitano), Hakan Dormosidonvottirsson, Ragnhilda Sål (foca).
- Formazione: Karen (in porta), Ole e Ola (difensori), Hakan e Ragnhilda (attaccanti).
- Colori sociali: berretto di lana rossogialloblu.
- Inno nazionale: Åj Nåjd, Åj Nåjd

 Irlanda
- Squadra: Slaiv Gallion Braes
- Membri: Paddy Walsh, Michael Haggarty, Brian O'Brady, Irina O'Rourke, Sinead O'Connaught.
- Formazione: Paddy (portiere), Michael e Brian (terzini), Irina e Sinead (attaccanti).
- Colori sociali: sciarpa verde con l'edera.
- Inno nazionale: sconosciuto.

 Australia
- Squadra: Manakoko Wallabies
- Membri: Jimmy Kaluha Zahu, Tommy Otaloha Zahu, Wakiki Katahanna Zahu, Willie Redbush Zahu, Wincott Mukrull Zahu (capitano).
- Formazione: Jimmy (portiere), Tommy e Wakiki (difensori), Willie e Wincott (attaccanti)
- Colori sociali: sacri segni bianchi e neri dipinti sul corpo.
- Inno nazionale: Moo (un'unica nota di conchiglia gigante).

 Brasile
- Squadra: Pelorinho Pivetes Bahia
- Membri: Edson Manuel Sereia do Mar detto Camarinho (capitano), Nestor Roberto de Loiras detto Isadora, Luis Miguel Zangueza detto Zanguezinho e Mario Terencio Arantes do Alecrim detto Torpinho, Carlos Drummond de Gargalhadas detto Orvalho
- Membri passati: Policinho.
- Formazione: in porta: chi capita, Camarinho, Isadora, Zanguezinho e Torpinho (all'attacco), Orvalho (in agguato da qualche parte)
- Colori sociali: calzettone giallo e verde alla gamba destra.
- Inno nazionale: A tirei o pau no gato / mais o gato no morreu.

 Cina
- Squadra: Chumatien Shaolin Little Dragons
- Membri: Fun Yen (capitano), Yen Chu, Fu Long, Zen Yun, Chu Fung
- Formazione: Fun Yen (in porta), Yen Chu e Fu Long (alfieri), Zen Yun (cavallo), Chu Fung (torre).
- Colori sociali: fascia rossa sulla testa.
- Inno nazionale: Verde è il ricordo delle colline in Szechuan.

 Zaire
- Squadra: Zaire Red Lions
- Membri: Sim Mutombo, Willie Gumba, Charlie Gumba, Sam Gumba, Long John Mutombo (capitano), Leone africano/stregone (allenatore).
- Formazione: Sim (portiere), Willie, Charlie e Sam (terzini), Long John (attaccante).
- Colori sociali: megamutande bianche dono della Croce Rossa Internazionale.
- Inno nazionale: C'est pas facile la vie, c'est pas facile l'amour.

 Germania
- Squadra: Berliner Aas Devils (in sigla "BAD")
- Membri: Lothar 'Sputo' Dorfmann (capitano), Siglind 'Veleno' Brunnen, Hans 'Sturm' Fritzwalter, Peter 'Stuka' Fritzwwalter, Bertold 'Coniglio' Pappelmann.
- Formazione: Bertold (in porta), Hans e Peter (retrovie), Lothar e Siglind (linea di sfondamento).
- Colori sociali: elmetto nazista verde con stella rossa, teschio e segno alchemico runico.
- Inno nazionale: Der Mopse kamm in die kuche.

Altre squadre eliminate dal Campionato
- Hermanos Oiga di Colombia
- Blasters e i Reds del Bronx degli Stati Uniti d'America
- Banda Baldaracci del Brasile
- Harajuku Sanjo Firecats del Giappone
- Squadre di Pannonia, Renania, Westfalia e Magdeburgo

## Citazioni e riferimenti
- Il libro viene nominato nel film Santa Maradona nella scena della libreria.

## Edizioni
- Stefano Benni, La Compagnia dei Celestini, collana Universale Economica Feltrinelli, Feltrinelli, 1995,  p. 286, ISBN 88-07-81279-7.
- Stefano Benni, La Compagnia dei Celestini, collana Universale Economica Feltrinelli, Feltrinelli, 2010,  p. 286, ISBN 978-88-07-81279-8.